# António Maria Baptista

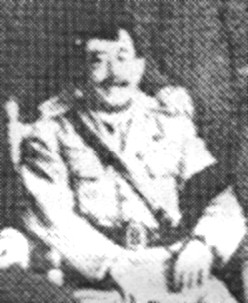
António Maria Baptista, premier van Portugal. Hij overleed tijdens een kabinetszitting.

António Maria Baptista (Beja, 5 januari 1866 - Lissabon, 6 juni 1920) was een Portugees militair en politicus. Van 8 maart 1920 tot aan zijn dood was hij premier van Portugal.

## Levensloop
António Maria Baptista trad in 1910 toe tot de Democratische Partij. Als militair vocht hij voor zijn land in Mozambique en in de Eerste Wereldoorlog. In 1919 werd hij minister van Oorlog in de eerste regering van Domingos Leite Pereira, die hij op 8 maart 1920 opvolgde als premier. Op 6 juni 1920 overleed hij plotseling. Tijdens een kabinetszitting kreeg hij een dodelijke hartaanval. Postuum werd hij bevorderd tot generaal.